# Blaž Gregorc
Blaž Gregorc (* 18. ledna 1990 Jesenice) je slovinský hokejový obránce a reprezentant, od listopadu 2018 hráč českého klubu HC Vítkovice Ridera. V zahraničí působil na klubové úrovni ve Švédsku, v Dánsku a Česku.

## Hráčská kariéra
Svoji hokejovou kariéru začal v týmu HK MK Bled. V sezoně 2006/07 debutoval v prvním mužstvu a následně přestoupil do klubu HK Triglav Kranj. V roce 2007 zamířil do Švédska a nastupoval za mládež i A-mužstvo Södertälje SK, zároveň rovněž formou střídavých startů či hostování pomáhal klubům Nyköpings HK a Växjö Lakers HC. V ročníku 2010/11 se Södertälje sestoupil do druhé nejvyšší soutěže. V roce 2012 zamířil jako volný hráč (zadarmo) do dánského týmu Odense Bulldogs z Metal Ligaen, kde strávil jednu sezonu. V červnu 2013 přestoupil do české extraligy a upsal se mužstvu HC ČSOB Pojišťovna Pardubice. S klubem si zahrál jednou European Trophy a dvakrát Ligu mistrů, ale zažil s ním v ročníku 2015/16 i úspěšný boj o udržení v nejvyšší soutěži.

### Mountfield HK
V květnu 2016 odešel společně s Martinem Štajnochem do Mountfieldu HK z Hradce Králové, který je největším ligovým konkurentem Pardubic. S Hradcem se představil na konci roku 2016 na přestižním Spenglerově poháru, kde byl tým nalosován do Torrianiho skupiny společně s celky HC Lugano (Švýcarsko) a Avtomobilist Jekatěrinburg (Rusko) a skončil v základní skupině na druhém místě. Ve čtvrtfinále poté vypadl po prohře 1:5 nad evropským výběrem Kanady. V sezoně 2016/17 s mužstvem poprvé v jeho historii postoupil v extralize do semifinále play-off, kde byl klub vyřazen pozdějším mistrem - Kometou Brno v poměru 2:4 na zápasy, ale Gregorc společně se spoluhráči a trenéry získal bronzovou medaili.

## Klubové statistiky
| Sezona       | Klub                   | Soutěž             | Základní část | Základní část | Základní část | Základní část | Základní část | Play off | Play off | Play off | Play off | Play off |
| Sezona       | Klub                   | Soutěž             | Z             | G             | A             | B             | TM            | Z        | G        | A        | B        | TM       |
| ------------ | ---------------------- | ------------------ | ------------- | ------------- | ------------- | ------------- | ------------- | -------- | -------- | -------- | -------- | -------- |
| 2006/2007    | HK MK Bled             | 0 4. rakouská liga | 22            | 07            | 13            | 20            | 06            | —        | —        | —        | —        | —        |
|              | HK Triglav Kranj       | 000 Interliga B    | 03            | 0             | 0             | 0             | 0             | —        | —        | —        | —        | —        |
| 2007/2008    | Södertälje SK U18      | 000000 Elit        | 03            | 02            | 02            | 04            | 0             | —        | —        | —        | —        | —        |
|              | Södertälje SK U18      | 000 Allsvenskan    | 07            | 0             | 03            | 03            | 0             | 02       | 0        | 01       | 01       | 02       |
|              | Södertälje SK U20      | 0000 SuperElit     | 34            | 06            | 06            | 12            | 10            | —        | —        | —        | —        | —        |
| 2008/2009    | Södertälje SK U20      | 0000 SuperElit     | 39            | 09            | 14            | 23            | 30            | 02       | 0        | 01       | 01       | 02       |
| 2009/2010    | Södertälje SK          | 000 Svenska HL     | 30            | 0             | 03            | 03            | 10            | —        | —        | —        | —        | —        |
|              | Nyköpings HK           | 0000 Divize 1      | 07            | 04            | 04            | 08            | 0             | —        | —        | —        | —        | —        |
| 2010/2011    | Södertälje SK          | 000 Svenska HL     | 21            | 0             | 01            | 01            | 02            | —        | —        | —        | —        | —        |
|              | Växjö Lakers HC        | HockeyAllsvenskan  | 16            | 02            | 02            | 04            | 02            | —        | —        | —        | —        | —        |
| 2011/2012    | Södertälje SK          | HockeyAllsvenskan  | 42            | 03            | 06            | 09            | 20            | —        | —        | —        | —        | —        |
| 2012/2013    | Odense Bulldogs        | 00 Metal Ligaen    | 40            | 06            | 17            | 23            | 16            | 14       | 0        | 04       | 04       | 06       |
| 2013/2014    | HC ČSOB Poj. Pardubice | 0 Česká extraliga  | 50            | 01            | 13            | 14            | 38            | 10       | 0        | 02       | 02       | 02       |
| 2014/2015    | HC ČSOB Poj. Pardubice | 0 Česká extraliga  | 52            | 06            | 13            | 19            | 22            | 05       | 0        | 03       | 03       | 06       |
| 2015/2016    | HC Dynamo Pardubice    | 0 Česká extraliga  | 44            | 06            | 10            | 16            | 20            | —        | —        | —        | —        | —        |
| 2016/2017    | Mountfield HK          | 0 Česká extraliga  | 52            | 04            | 15            | 19            | 24            | 11       | 01       | 04       | 05       | 04       |
| 2017/2018    | Mountfield HK          | 0 Česká extraliga  | 52            | 4             | 16            | 20            | 20            | 13       | 0        | 5        | 5        | 4        |
| 2018/2019    | HC Sparta Praha        | 0 Česká extraliga  | 20            | 0             | 3             | 3             | 12            | —        | —        | —        | —        | —        |
| 2018/2019    | HC Vítkovice Ridera    | 0 Česká extraliga  | 28            | 1             | 8             | 9             | 14            | 1        | 0        | 0        | 0        | 0        |
| 2019/2020    | HC Vítkovice Ridera    | 0 Česká extraliga  | 31            | 2             | 5             | 7             | 6             | ---      | ---      | ---      | ---      | ---      |
| Celkem v ČHL | Celkem v ČHL           | Celkem v ČHL       | 329           | 24            | 83            | 107           | 156           | 45       | 1        | 15       | 16       | 20       |

## Reprezentace

### Mládežnické výběry
| Turnaj               | Místo konání                                               | Z  | G | A | B | TM |
| -------------------- | ---------------------------------------------------------- | -- | - | - | - | -- |
| MS-18 Div1 2006      | Maďarsko a Lotyšsko (Miskolc, Riga)                        | 5  | 1 | 1 | 2 | 2  |
| MS-18 Div1 2007      | Slovinsko a Polsko (Maribor, Sanok)                        | 5  | 1 | 4 | 5 | 6  |
| MS-18 Div1 2008      | Polsko a Lotyšsko (Toruň, Riga)                            | 5  | 1 | 1 | 2 | 0  |
| MSJ Div1 2008        | Německo a Lotyšsko (Bad Tölz, Riga)                        | 5  | 0 | 0 | 0 | 2  |
| MSJ Div1 2009        | Švýcarsko a Dánsko (Herisau, Aalborg)                      | 5  | 2 | 2 | 4 | 4  |
| MSJ Div1 2010        | Francie a Polsko (Megève, Saint-Gervais-les-Bains, Gdaňsk) | 5  | 0 | 0 | 0 | 4  |
| Celkem na MS-18 (3x) |                                                            | 15 | 3 | 6 | 9 | 8  |
| Celkem na MSJ (3x)   |                                                            | 15 | 2 | 2 | 4 | 10 |

### Seniorská reprezentace
| Turnaj             | Místo konání                               | Z  | G | A  | B  | TM | Umístění           |
| ------------------ | ------------------------------------------ | -- | - | -- | -- | -- | ------------------ |
| MS 2011            | Slovensko (Bratislava, Košice)             | 6  | 0 | 2  | 2  | 4  | 16. místo - sestup |
| MS Div. 1A 2012    | Slovinsko (Lublaň)                         | 5  | 1 | 3  | 4  | 0  | 1. místo - postup  |
| MS 2013            | Švédsko a Finsko (Stockholm, Helsinky)     | 7  | 0 | 3  | 3  | 2  | 16. místo - sestup |
| ZOH 2014           | Rusko (Soči)                               | 5  | 0 | 0  | 0  | 2  | 7. místo           |
| MS Div. 1A 2014    | Jižní Korea (Soul)                         | 5  | 0 | 2  | 2  | 4  | 1. místo - postup  |
| MS 2015            | Česko (Praha, Ostrava)                     | 7  | 0 | 0  | 0  | 0  | 16. místo - sestup |
| MS Div. 1A 2016    | Polsko (Katovice)                          | 5  | 0 | 0  | 0  | 0  | 1. místo - postup  |
| MS 2017            | Německo a Francie (Kolín nad Rýnem, Paříž) | 7  | 0 | 0  | 0  | 4  | 15. místo - sestup |
| Celkem na MS (7x)  |                                            | 42 | 1 | 10 | 11 | 14 |                    |
| Celkem na ZOH (1x) |                                            | 5  | 0 | 0  | 0  | 2  |                    |